# Lithocarpus pseudomoluccus
Lithocarpus pseudomoluccus là một loài thực vật có hoa trong họ Cử. Loài này được (Blume) Rehder mô tả khoa học đầu tiên năm 1919.